# Sparkasse Vest Recklinghausen
Die Sparkasse Vest Recklinghausen ist eine Sparkasse in Nordrhein-Westfalen mit Sitz in Recklinghausen. Sie ist eine Anstalt des öffentlichen Rechts.

## Geschäftsgebiet und Träger
Das Geschäftsgebiet der Sparkasse Vest Recklinghausen umfasst den Kreis Recklinghausen ohne die Städte Gladbeck und Haltern am See. Träger der Sparkasse ist der Sparkassenzweckverband des Kreises Recklinghausen und der Städte Castrop-Rauxel, Datteln, Dorsten, Herten, Marl, Oer-Erkenschwick, Recklinghausen und Waltrop, dem die genannten Gebietskörperschaften als Mitglieder angehören.

## Geschäftszahlen
Die Sparkasse Vest Recklinghausen wies im Geschäftsjahr 2023 eine Bilanzsumme von 7,949 Mrd. Euro aus und verfügte über Kundeneinlagen von 6,139 Mrd. Euro. Gemäß der Sparkassenrangliste 2023 liegt sie nach Bilanzsumme auf Rang 43. Sie unterhält 50 Filialen/Selbstbedienungsstandorte und beschäftigt 1.152 Mitarbeiter.

## Sparkassen-Finanzgruppe
Die Sparkasse Vest Recklinghausen ist Teil der Sparkassen-Finanzgruppe und gehört damit auch ihrem Haftungsverbund an. Er sichert den Bestand der Institute und sorgt dafür, dass sie auch im Fall der Insolvenz einzelner Sparkassen alle Verbindlichkeiten erfüllen können. Die Sparkasse vermittelt Bausparverträge der regionalen Landesbausparkasse, offene Investmentfonds der Deka und Versicherungen der Provinzial NordWest. Im Bereich des Leasing arbeitet die Sparkasse Vest Recklinghausen mit der  Deutschen Leasing zusammen. Die Funktion der Sparkassenzentralbank nimmt die Landesbank Hessen-Thüringen wahr.